# Định kiến

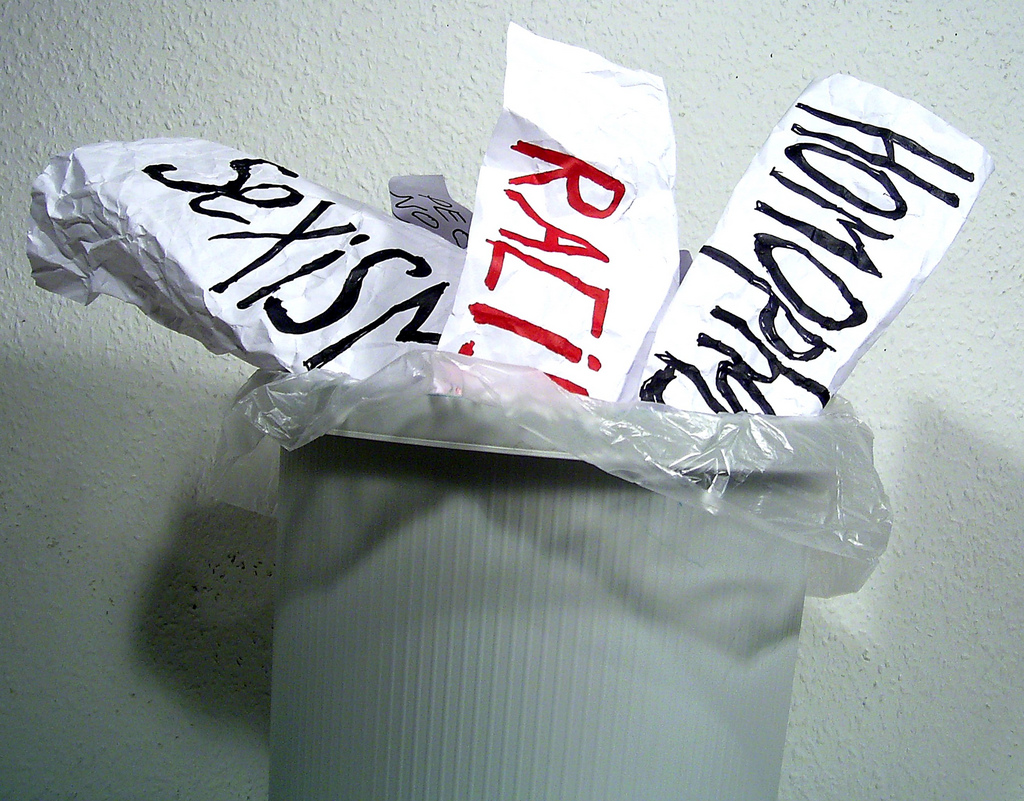
Nên bỏ những định kiến vào thùng rác.

Định kiến hoặc thành kiến là những ý kiến, quan điểm đã được hình thành, trước khi nhận thức các dữ kiện có liên quan hoặc biết rõ những thông tin liên quan của một sự kiện cụ thể. Từ Định kiến thường được sử dụng để miêu tả những nếp suy nghĩ, quan điểm thường không thuận lợi, đánh giá chủ quan đối với người hoặc một nhóm người, bởi vì giới tính, quan điểm chính trị, quan hệ xã hội, tuổi tác, tôn giáo,  chủng tộc/dân tộc, ngôn ngữ, quốc tịch, hình dáng bên ngoài hay là đặc điểm cá nhân khác, từ đó dẫn đến việc phân biệt đối xử. Trong trường hợp này, định kiến có thể đề cập đến một đánh giá tích cực hay là tiêu cực của một người dựa trên nhận thức của họ trong tư cách thành viên một nhóm hoặc qua những quan hệ xã hội của họ (bị lôi kéo, tác động ảnh hưởng của xã hội, đám đông, do tuyên truyền, tác động truyền thông hay là do cả nể, tư duy tập thể) Định kiến, do đó có thể hình thành từ những niềm tin có căn cứ hoặc vô căn cứ,  và có thể bao gồm "bất kỳ thái độ không hợp lý và bất thường chống lại những ảnh hưởng hợp lý", Gordon Allport định nghĩa định kiến như là một "cảm giác, thuận lợi hoặc bất lợi, đối với một người hay một vật, trước khi tiếp cận, hoặc không dựa trên kinh nghiệm thực tế".
Thường là trong ngôn ngữ dân gian, định kiến và thành kiến thường đi chung với nhau, và đôi khi cùng được sử dụng với ý nghĩa như nhau. Tuy nhiên có thể phân biệt:  định kiến là ý nghĩ cố định về người hay vật, xuất phát từ cách nhìn sai lệch hoặc dựa trên cảm tính và thường xuyên có chiều hướng đánh giá thấp;  thành kiến là những định kiến (nghĩa là cái "ý kiến" đã "thành" sẵn rồi) xuất hiện trong thời gian dài, thành nếp suy nghĩ cố chấp. Định kiến của một tập thể, một nhóm người, một xã hội, thường được gọi là định kiến xã hội. Định kiến, thành kiến, đôi khi cũng gọi là "thiên kiến". Tự Điển Hán Việt của Đào Duy Anh giải nghĩa "Thiên là nghiêng về một bên", Thiên kiến là "Ý kiến thiên lệch / thiên vị", "Ý kiến ngoan cố."
Định kiến của một người có thể hình thành tiệm tiến từ môi trường giáo dục, môi trường sống và sinh hoạt, và quan hệ xã hội của người đó.